# Alfons Beil
Alfons Beil (* 3. September 1896 in Gutenstein an der Donau; † 1. März 1997 in Heidelberg) war ein deutscher katholischer Priester. Als Autor schrieb er auch unter dem Pseudonym Albert Bieler.

## Leben
Beils Eltern waren der Maurermeister Hermann Beil (1854–1925) und Theresia Beil geborene Längle (1862–1942); er war das vierte von neun Kindern. In Gutenstein besuchte Beil zunächst bis zur 7. Klasse die Volksschule und wurde sodann vom Ortspfarrer durch Privatunterricht auf den Besuch der höheren Schule vorbereitet. Es folgte im Herbst 1910 der Besuch der Untertertia des Progymnasiums in Sasbach bei Achern (Heimschule Lender), ab 1914 besuchte er das Berthold-Gymnasium in Freiburg im Breisgau; er wohnte damals im Erzbischöflichen Gymnasialkonvikt. Der Wunsch Priester zu werden, wurde bei Beil in seiner späteren Kindheit durch seinen Heimatpfarrer und Präzeptor Albert Wilhelm Dufner (1868–1936), der von 1902 bis 1927 Pfarrer in Gutenstein war, angeregt. Beils Bekanntschaft mit dem politischen Ethiker Friedrich Wilhelm Foerster und die Lektüre von dessen Werk „Weltpolitik und Weltgewissen“ trugen maßgeblich dazu bei, seinen Entschluss Priester zu werden, reifen zu lassen. Nach dem so genannten Notabitur im September 1915 am Berthold-Gymnasium, hatte sich Beil an der Theologischen Fakultät der Universität Freiburg eingeschrieben, wurde aber kurz darauf zum Militärdienst eingezogen und nahm am Ersten Weltkrieg teil. In Frankreich erlebte er ab Juli 1916 als Offizier die Schrecken der Stellungskriege und wurde zweimal – während der Somme-Schlacht und der Aisne-Offensive – verwundet. Das Kriegsende erlebte er in Flandern. Danach wollte Beil in Freiburg das Theologiestudium beginnen, wurde aber von der Leitung des Theologischen Konvikts, dem Collegium Borromaeum, an das Collegium Germanicum-Hungaricum empfohlen. So begann er ab dem 6. Februar 1919 zunächst in Innsbruck, am dortigen Collegium Canisianum, zu studieren, wohin die „Germaniker“ von Rom aus verlegt wurden, nachdem sich im Ersten Weltkrieg Deutschland und Italien als Feinde gegenüberstanden; ab Oktober 1919 ging es wieder zurück nach Rom. An der Päpstlichen Universität Gregoriana wurde Beil in Philosophie (1921) und Theologie (1925) promoviert und ebenfalls in Rom empfing er am 28. Oktober 1924 in der Kollegkirche (Hauskapelle des Germanicums) die Priesterweihe durch den Generalvikar für die Stadt Rom, Basilio Kardinal Pompili (1858–1931). Seine Primiz feierte Beil am 26. Juli 1925 in der St. Gallus-Kirche zu Gutenstein.
Geprägt und bewegt wurde Beil u. a. durch die Schriften des Theologen Joseph Wittig; auch wenn er in mancher Hinsicht einen anderen Weg einschlug, so war und blieb Beil ihm [Wittig] Freund. Beil gehörte, wie es in „Christ in der Gegenwart“, Nr. 35/76, nachzulesen ist, „an erster Stelle mit zu jener Generation, die die Erneuerung der Kirche, das ‚Aggiornamento‘, in der ersten Hälfte unseres Jahrhunderts vorbereitet und grundgelegt hat.“ Zeit seines Lebens stand Beil in der Kirche für die Liturgische Bewegung, die Ökumene und die Bibelbewegung. Noch als Hundertjähriger schrieb er für das von Pius Parsch gegründete Blatt „Bibel und Liturgie“ Beiträge.
Obwohl „Germaniker“, schlug Beil eine mögliche theologisch-wissenschaftliche Laufbahn aus und ging in die Seelsorge. Ab dem 18. August 1925 wurde Beil für sieben Jahre Vikar in Mosbach, ab dem 13. Dezember 1932 Spiritual in Freiburg i. Br. (Mutterhaus der barmherzigen Schwestern vom hl. Vincenz). Am 8. Februar 1934 ging er als Pfarrverweser nach Tiefenbach (Landkapitel Bruchsal), ab dem 15. Oktober 1936 wurde er erster Kurat an der neuen St. Albert-Kirche in Heidelberg. Am 9. Mai 1948 wurde Beil dort als Pfarrer investiert. Vom 31. August 1950 an war er bis 1969 Dekan des Kapitels Heidelberg. Am 19. August 1952 erfolgte die Ernennung zum Geistlichen Rat ad honorem, am 13. Dezember 1956 ernannte ihn Papst Pius XII. zum Päpstlichen Geheimkämmerer (Monsignore). Seinen Prälatentitel, von dem er ohnehin nie Gebrauch machte, gab Beil als Zeichen seines Protestes zurück, nachdem er erfahren hatte, dass im Vatikan geplant war, den Limburger Bischof Wilhelm Kempf durch einen Koadjutor in seiner Amtsführung zu beschränken. Zu Beils gleichgesinnten Freunden zählten Walter Dirks, Heinrich Philipp Höfler, Johannes Pinsk, Alfons Maria Wachsmann und Max Josef Metzger, vom Volksgerichtshof unter Vorsitz von Roland Freisler zum Tode verurteilt und hingerichtet. Beil kannte ihn bereits seit ihrem gemeinsamen Engagement in und um die ökumenische Una-Sancta-Bewegung, einer Bewegung innerhalb der katholischen Kirche, die den Dialog mit anderen christlichen Glaubensgemeinschaften suchte. Mit Metzgers Nachfolgerin in der Leitung der „Societas Christi Regis“ in Meitingen (heute das zu den Säkularinstituten zählende „Christkönigs-Institut“), Martha Gertrudis Reimann (1907–2004), unterhielt Beil zeitlebens eine Korrespondenz und Freundschaft. Beil kannte aber auch Gustav Radbruch, Otto Regenbogen, Marianne Weber, Martin Dibelius sowie Werner Böckenförde und dessen Bruder Ernst-Wolfgang Böckenförde persönlich. Als weitere Wegbegleiter Beils sind zu nennen Gertrud Luckner, Hermann Maas, Marie Baum und Richard Hauser, die 1942 im „Marienhaus“ in Heidelberg zusammentrafen, um zu beraten, was für Verfolgte des Naziregimes getan werden könne.
Am 20. August 1971 ging Beil als Pfarrer von St. Albert in Heidelberg in Pension, um den „Un“-Ruhestand in Heidelberg-St. Michael zu verbringen, wo er noch nach Kräften als Subsidiar pastoral mithalf. Erst 1995, mit seiner Übersiedlung ins „Mathilde-Vogt-Altenzentrum“ in Heidelberg-Kirchheim, wo Beil sein letztes Lebensjahr verbrachte, zog er sich endgültig aus der Gemeindeseelsorge zurück. Bis zuletzt verfolgte Beil aufmerksam die in- und ausländische Presse, denn neben der deutschen beherrschte er noch die lateinische, italienische, französische und englische Sprache – und er mischte sich weiterhin ein. Beil ging stets, wie Michael Raske es (2000) dargelegt hatte, „den Weg des Dienstes in der Kirche und der ausdauernden Erneuerung von unten“. Monsignore Beil starb im 101. Lebensjahr in Heidelberg, wo er am 6. März 1997 auf dem konfessionsübergreifenden Bergfriedhof, bei den so genannten „Pfarrergräbern“, beerdigt wurde.

## Ehrungen
- Am 19. August 1952 wurde Beil durch den Erzbischof von Freiburg, Wendelin Rauch zum Geistlichen Rat ad honorem ernannt.
- Am 13. Dezember 1956 wurde Beil durch Papst Pius XII. zum Päpstlichen Geheimkämmerer (Monsignore) ernannt.
- Am 16. Juni 2002 benannte die Stadt Heidelberg den „Albertusplatz“, direkt neben der St. Albert-Kirche, in „Alfons-Beil-Platz“ um. Ein Würdigungsgrund dafür war das „unerschrockene Eintreten Beils für jüdische Mitbürger in der Zeit ihrer Verfolgung im Dritten Reich“.
- Am 20. November 2007 beschloss der Ortschaftsrat von Gutenstein einstimmig, eine Straße nach Beil zu benennen. Das entsprechende Procedere läuft.
- In Gutenstein wurde im November 2008 eine „Gutensteiner Gedenktafel“ (Format DIN-A3 = 297 × 420 mm) am Grundstück des Hauses Burgfeldenstraße 38, dem Geburtshaus von Alfons Beil, angebracht.

## Nachlass
- Im Erzbischöflichen Archiv in Freiburg i. Br. befindet sich die Personalakte von Alfons Beil, ebenso die Korrespondenz zwischen Beil und Max Josef Metzger.
- Im Archiv des „Christkönigs-Institut“ in Meitingen befinden sich diverse Korrespondenzen (z. B. mit der langjährigen Generalleiterin Martha Gertrudis Reimann), Manuskripte und Veröffentlichungen von Beil.
- Im Institut für Zeitgeschichte, München – Berlin, befindet sich unter der Signatur ED 474 der Nachlass von Inge Aicher-Scholl; der dortige Archiv-Band 478 enthält u. a. deren Korrespondenz mit Alfons Beil zwischen 1985 und 1996 (gesperrt bis 31. Dezember 2028).
- Diverse Fotos etc. befinden sich im Privatbesitz einer Nichte Beils, Resi Vögele, in Konstanz.

## Schriften
- Unter dem Pseudonym Albert Bieler: Nochmals: Romanität oder Katholizität?: in: Hochland, Nr. 6/1931, S. 259–267.
- In Christo Jesu. Von der liturgischen Gemeinschaft zur lebendigen Gemeinde. Freiburg i. Br.: Caritas-Verlag, 1940. Umgearbeitete Neuauflage unter dem Titel Einheit in der Liebe. Von der betenden Kirche zur gelebten Gemeinschaft. Kolmar: Alsatia Verlag, 1941. 3. stark erweiterte Ausgabe mit demselben Titel: Freiburg i. Br.: Lambertus Verlag, 1955.
- Die Einfalt des Herzens im Lichte der Heiligen Schrift. Berlin: Christopherus-Verlag, 1947 (Lizenzausgabe mit Genehmigung des Herder Verlags, Freiburg i. Br.).
- Prüfet die Geister. Versuch über grundlegende religiöse Fragen. Heidelberg: F. H. Kerle Verlag, 1947.
- Umkehr. Gedanken zur gegenwärtigen Prüfung. Heidelberg-Waibstadt: Kemper Verlag, 1948. (Beil mahnt darin die Kirche eindringlich zur eigenen Gewissenserforschung.)
- Der geistliche Mensch; in: Mario von Galli, Manfred Plate (Hrsg.): Kraft und Ohnmacht. Kirche und Glauben in der Erfahrung unserer Zeit. Frankfurt am Main: Josef Knecht Verlag, 1963, S. 249–254. (Weitere Beiträge von Walter Dirks, Romano Guardini, Hugo Rahner, Karl Rahner, Reinhold Schneider, Bernhard Welte, Alois Winkelhofer u. a.)
- Die katholische Gemeinde Heidelberg. Hrsg. vom Erzbischöflichen Dekanat Heidelberg durch Alfons Beil. Erolzheim: Libertas Verlag für Kirche und Heimat Hubert Baum, 1954; 2. Aufl. 1959; 3. Aufl. 1963.
- Meditation als Voraussetzung; in: Alfons Kirchgässner (Hrsg. im Auftrag des Liturgischen Instituts): Unser Gottesdienst – Überlegungen und Anregungen. Ein Werkbuch. Freiburg i. Br.: Herder Verlag, 1960, S. 124–130.
- Freiheit zum Charisma; in: Franz Böckle (Hrsg.): Der Zölibat. Erfahrungen – Meinungen – Vorschläge. Mainz: Matthias-Grünewald-Verlag, 1968, S. 56–59. Auch spanische Ausgabe: El Celibato: Experiencias, Opiones, Sugerencias. Barcelona: Herder Verlag, 1970. Beils Beitrag: Libertad para el carisma.
- Kirche, wohin des Weges?; in: Fritz Boll, Manfred Linz, Thomas Seiterich (Hrsg.): Wird es denn überhaupt gehen? Beiträge für Walter Dirks (Festschrift). München: Chr. Kaiser Verlag, 1980, ISBN 3-459-01341-9. Ebenso Mainz: Matthias-Grünewald-Verlag, 1980, ISBN 3-7867-0857-6, S. 263–268.
- Hauser, Franz Josef Richard, Prof. Dr. theol.; in: „Necrologium Friburgense 1976–1980“. In: Freiburger Diözesan-Archiv 102 (1982), S. 134–252; hier: S. 229 f. (Nachruf auf Richard Hauser).
- Max Josef Metzger in der Friedensarbeit: Erlebnisse mit einem Freund und Erinnerungen an ihn; in: Rupert Feneberg, Rainer Öhlschläger (Hrsg.): Max Josef Metzger: Auf dem Weg zu einem Friedenskonzil. (Hohenheimer Protokolle, Bd. 22.) Stuttgart: Akademie der Diözese Rottenburg-Stuttgart, 1987; S. 20–27. ISBN 3-926297-02-6.
- Um welche Erneuerung ging es?; in: Stadt Schopfheim (Hrsg.): Für den Frieden der Welt und die Einheit der Kirche (Begleitbuch zur Ausstellung Dr. Max Josef Metzger). Textredaktion: Klaus Schubring. Schopfheim-Fahrnau: Druckerei Rünzi, 1987; S. 53–55. ISBN 3-926431-00-8.
- Ich wünsche mir einen Papst, der im Namen der Kirche ein umfassendes Schuldbekenntnis ablegt (Johannes Paul II.); in: Thomas Seiterich (Hrsg.): Briefe an den Papst: Beten allein genügt nicht. Ein Publik-Forum-Buch / rororo aktuell Nr. 12140. Reinbek: Rowohlt Verlag, 1987; S. 180–185. ISBN 3-499-12140-9.
- Aus meinem Leben. Erfahrungen, Zeugnisse und Fragen. Heidelberg: Selbstverlag, 1989. (Beils 497 Seiten umfassende Lebenserinnerungen wurden auf Anregung von Freunden in einem maschinenschriftlichen Manuskript als Paperback in wenigen Exemplaren an Freunde und Bekannte versandt. In den folgenden Jahren hatte Beil in ähnlicher Art Nachträge, unter anderem mit aktuellen Kommentaren zum Zeitgeschehen, angefügt: Aggiornamento I-XI, letzteres aus dem Jahr 1995 mit einem abschließenden Wort an die Leser.)
- Für ein neues Priesterbild; in: Bernhard Marz (Hrsg.): Alles für Gott? Priester sein zwischen Anspruch und Wirklichkeit. Düsseldorf: Patmos Verlag, 1990; S. 29–41. (Weitere Beiträge von Carlo Carretto, Eugen Drewermann, Herbert Falken, Rainer-M. von Gelheim, Alfons Kraus, Johannes Leppich u. a.) ISBN 3-491-72231-4.

Hörfunkbeiträge
- Zwischen dem 5. Juli 1977 und dem 9. August 1977 brachte der Südwestrundfunk Baden-Baden sechs Folgen von Alfons Beil als Autor und Sprecher zu seinen „Lebenserfahrungen“.